# Isochaeta nevadana
Isochaeta nevadana är en ringmaskart som beskrevs av Brinkhurst 1965. Isochaeta nevadana ingår i släktet Isochaeta och familjen glattmaskar. Inga underarter finns listade i Catalogue of Life.